# Reinhold von Walther
Reinhold Freiherr von Walther, vollständiger Name Ernst Richard Heinrich Reinhold Freiherr von Walther (* 20. Dezember 1866 in Sonneberg; † 25. November 1945 ebenda) war ein deutscher Chemiker und Rektor der Bergakademie Freiberg.

## Leben
Reinhold von Walther wurde 1866 in Sonneberg in der Unteren Marktstraße 30 in unmittelbarer Nachbarschaft des ein Jahr älteren Oskar Dressel geboren. Beide verband auch später noch ihre Mitgliedschaft in der Ferialverbindung „Solmontia zu Sonneberg“ in der er den Couleurnamen Faß trug. Von 1887 bis 1893 studierte er Naturwissenschaften an den Universitäten in München, Erlangen und Leipzig. Er promovierte 1893 an der Universität Leipzig zum Thema Über die Condensation von aromatischen Säureresten mit Cyaniden.
Ab 1894 arbeitete er an der Technischen Hochschule Dresden und wirkte an der Weiterentwicklung der von Heinrich Geißler erfundenen Geißlerröhre mit, was zur Erfindung der Leuchtstoffröhre führte. 1896 erhielt er die Habilitation zum Privatdozenten und übernahm 1898 in Dresden eine außerordentliche Professur für anorganische Chemie. An der TH Dresden gehörte er 1914 auch zu den Unterzeichnern der Erklärung der Hochschullehrer des Deutschen Reiches zum Kriegsbeginn.
Nach dem Ersten Weltkrieg wechselte er 1918 von Dresden an die Bergakademie Freiberg und begründete dort als Professor das Institut für Organische Chemie. Der Schwerpunkt seiner wissenschaftlichen Arbeit in Freiberg war die Kohlechemie.
Am 13. November 1931 wurde von Walther zum Rektor der Bergakademie Freiberg berufen, seine Antrittsrede hatte den Titel: „Die Kohle im Spiegel der Wirtschaftsentwicklung“. Er hatte das Rektorat bis zu seiner Emeritierung 1933 inne.